# Maarja-Liis Ilus
Maarja-Liis Ilus (Tallinn, 24 december 1980) is een Estse zangeres.
In 1996 won ze op vijftienjarige leeftijd samen met zanger Ivo Linna Eurolaul, de Estse voorronde voor het Eurovisiesongfestival. Met het liedje Kaelakee hääl werd het duo vijfde op het Eurovisiesongfestival, wat het eerste grote succes van Estland was op het festival. In 1997 won ze Eurolaul opnieuw, ditmaal solo, en haalde ze een achtste plaats binnen op het Eurovisiesongfestival met het liedje Keelatuud maa (Het verboden land). Ilus werd na haar deelname in 1996 een populaire ster in Estland, en had hitparadesuccessen in landen zoals Japan, Duitsland, Denemarken, Zweden en Noorwegen.
Omdat haar carrière wat in het slop zat, deed ze in 2003 opnieuw mee aan Eurolaul (wel enkel als achtergrondzangeres). Ze deed datzelfde jaar echter wel mee in Melodifestivalen, de Zweedse voorronde van het festival. Daar werd ze zesde in haar voorronde. Het jaar daarna waagde ze opnieuw haar kans in Eurolaul met het lied Homme (Morgen) en werd vierde. Datzelfde jaar mocht ze ook de punten voor Estland op het songfestival voorlezen, wat ze ook deed in 2005.
In 2009, 2011 en 2012 was Ilus een jurylid in het televisieprogramma Eesti otsib superstaari (Estland zoekt een superster).

## Discografie
- Maarja (1996)
- First In Line (1998)
- Kaua veel (1998)

- First In Line alleen in Japan (1998)
- Heart alleen in Japan (1998)
- City Life (2000)
- Look Around (2005)
- Läbi jäätunud klaasi, samen met Rein Rannap (2006)
- Homme (2008)
- Jõuluingel (2009)
- Kuldne põld (2012)

### Singles
- 1996: First in Line
- 1998: Hold Onto Love
- 1998: Hold Onto Love alleen in Japan
- 2001: All the Love You Needed
- 2003: He Is Always On My Mind
- 2015: Tulilinnud
- 2015: Nii sind ootan

1994: Silvi Vrait · 
1996: Ivo Linna & Maarja-Liis Ilus · 
1997: Maarja-Liis Ilus · 
1998: Koit Toome · 
1999: Evelin Samuel & Camille · 
2000: Ines · 
2001: Tanel Padar, Dave Benton & 2XL · 
2002: Sahlene · 
2003: Ruffus · 
2004: Neiokõsõ · 
2005: Suntribe · 
2006: Sandra Oxenryd · 
2007: Gerli Padar · 
2008: Kreisiraadio · 
2009: Urban Symphony · 
2010: Malcolm Lincoln · 
2011: Getter Jaani · 
2012: Ott Lepland · 
2013: Birgit Õigemeel · 
2014: Tanja · 
2015: Elina Born & Stig Rästa · 
2016: Jüri Pootsmann · 
2017: Koit Toome & Laura · 
2018: Elina Netsjajeva · 
2019: Victor Crone · 
2021: Uku Suviste · 
2022: Stefan · 
2023: Alika · 
2024: 5miinust & Puuluup · 
2025: Tommy Cash
- Gemeinsame Normdatei: 110855931X
- International Standard Name Identifier: 0000 0000 5550 9171
- MusicBrainz: 866af446-ffc7-44bb-9afd-5911b253b9ac
- Nationale Bibliotheek van Tsjechië: mzk2004261200
- Virtual International Authority File: 84598063